# 베라르디 가
베라르디(Berardi) 또는 베르나르디(Bernardi) 가문은 이탈리아의 지역 귀족 가문으로, 이탈리아 남부 아브루초 주 마르시아의 토착 귀족이자 지배자 가문으로, 프랑크 왕국 카롤링거 왕조의 분가이다. 926년부터 1143년까지 마르시아를 지배했고, 이후 이 가문의 마지막 후손은 베른하르트 프란시스코의 13대손 지아코모 베라르디의 딸 카타리나가 1368년 사망하면서 후손이 단절되었다.
베라르디 가문의 시조 베른하르트 프란시스코는 이탈리아 왕 베른하르투스 롬바르디아를 통해 자신들이 샤를마뉴 대제의 후손임을 자랑했다. 가문의 시조 베른하르트 프란시스코는 926년 마르시카에 처음 도착하였으며, 이후 이탈리아 남부의 토착 귀족 가문으로 성장하였다. 베른하르트 프란시스코의 조상이 카롤링거 왕조의 왕인 사실을 확정할 수 있는 증거는 누락되어 있다.
1615년 이탈리아의 계보학자 프란시스코 자제라(Francesco Zazzera)는 베라르디 가문의 자료를 근거로 베라르디 가문의 가계도를 추적, 완성하였다.

## 같이 보기
- 베른하르트 프란시스코
- 베른하르트 1세
- 피피노 카를로만
- 샤를마뉴 대제
- 카롤링거 왕조

## 참고 자료
- Angelo Ferrari, Feudi prenormanni dei Borrello tra Abruzzo e Molise, Trento, UNI Service, 2007, SBN IT\ICCU\BVE\0442823.
- Camillo Tollis, La storia di Celano, Pescara, Tipografia Fabiani, 1967, SBN IT\ICCU\SBL\0394368.
- Cesare d'Engenio Caracciolo, Enrico Bacco, Ottavio Beltrano et al., Breve descrittione del Regno di Napoli, Napoli, 1617.
- Cesare Letta, Sandro D'Amato, Epigrafia della regione dei Marsi, Milano, Cisalpino-Goliardica, 1975, SBN IT\ICCU\FER\0102910.
- Francesco Belmaggio, Storia e araldica della città di Avezzano, Avezzano, LCL, 1997, SBN IT\ICCU\AQ1\0063975.
- Francesco Zazzera, Della nobiltà dell'Italia, Napoli, 1615.
- Giuseppe Grossi, Una missionaria nell'Avezzano del '700 – Madre Maria Teresa Cucchiari e la sua opera, Avezzano, 1999.
- Luigi Piccioni, Marsica vicereale: territorio, economia e società tra Cinque e Settecento, Avezzano, Aleph editrice, 1999, SBN IT\ICCU\AQ1\0044896.
- Veneranda Rubeo, Covella, contessa di Celano: sulla storia di una nobildonna nella Marsica del Quattrocento, Avezzano-Cerchio, Kirke, 2015, SBN IT\ICCU\BVE\0693747.